# Sora 13
Sora 13  (în chineză: 侠女十三妹; pinyin: Xiá nǚ shísān mèi) este un film de acțiune chinezesc din 1986. Personajul He Yufeng provine din romanul Ernü Yingxiong Zhuan (în chineză: 兒女英雄傳), apărut în 1878. Filmul se concentrează pe răzbunarea fetei pentru tatăl ei care a murit în închisoare în urma persecuției provocate de un înalt funcționar imperial și pe eliminarea trădătorilor.

## Rezumat
În timpul perioadei Yongzheng a dinastiei Qing, puternicul ministru Ji Xiantang a vrut să o ia pe He Yufeng, fiica generalului He Qi, comandantul adjunct al Armatei Chineze, ca nora sa, dar a fost respins de familia He.
He Yufeng a scăpat și a studiat apoi cu profesorul Deng Jiugong. Ea a urmat antrenamente istovitoare de arte marțiale în vreme de frig și de căldură extremă și a devenit o luptătoare puternică numită „Sora 13”. Ea a pătruns în Templul Nengren și, practicând artele marțiale, i-a pedepsit pe călugării răi care încercau să stoarcă bani de la populația săracă și l-a salvat pe An Gongzi, care fusese aproape otrăvit.
După aceea, „Sora 13” și doi frați ai săi, mai mari, s-au strecurat în conacul lui Ji și l-au pedepsit pe Ji Xiantang, care făcuse mult rău.

## Distribuție
- Ding Lan — „Sora 13”, He Yufeng
- Wang Bozhao — An Gongzi
- Ge Cunzhuang — Ji Xiantang, ministru
- Wang Qun — Huo Biao
- Li Junfeng — Tie Luohan
- Shao Chongfei — Wang Xianqi
- Ma Yongan — Deng Jiugong, profesorul lui He Yufeng
- Zheng Bangyu — He Qi, tatăl lui He Yufeng, general
- Yuan Mei — soția lui He i